# مکنیکسویل (مریلند)

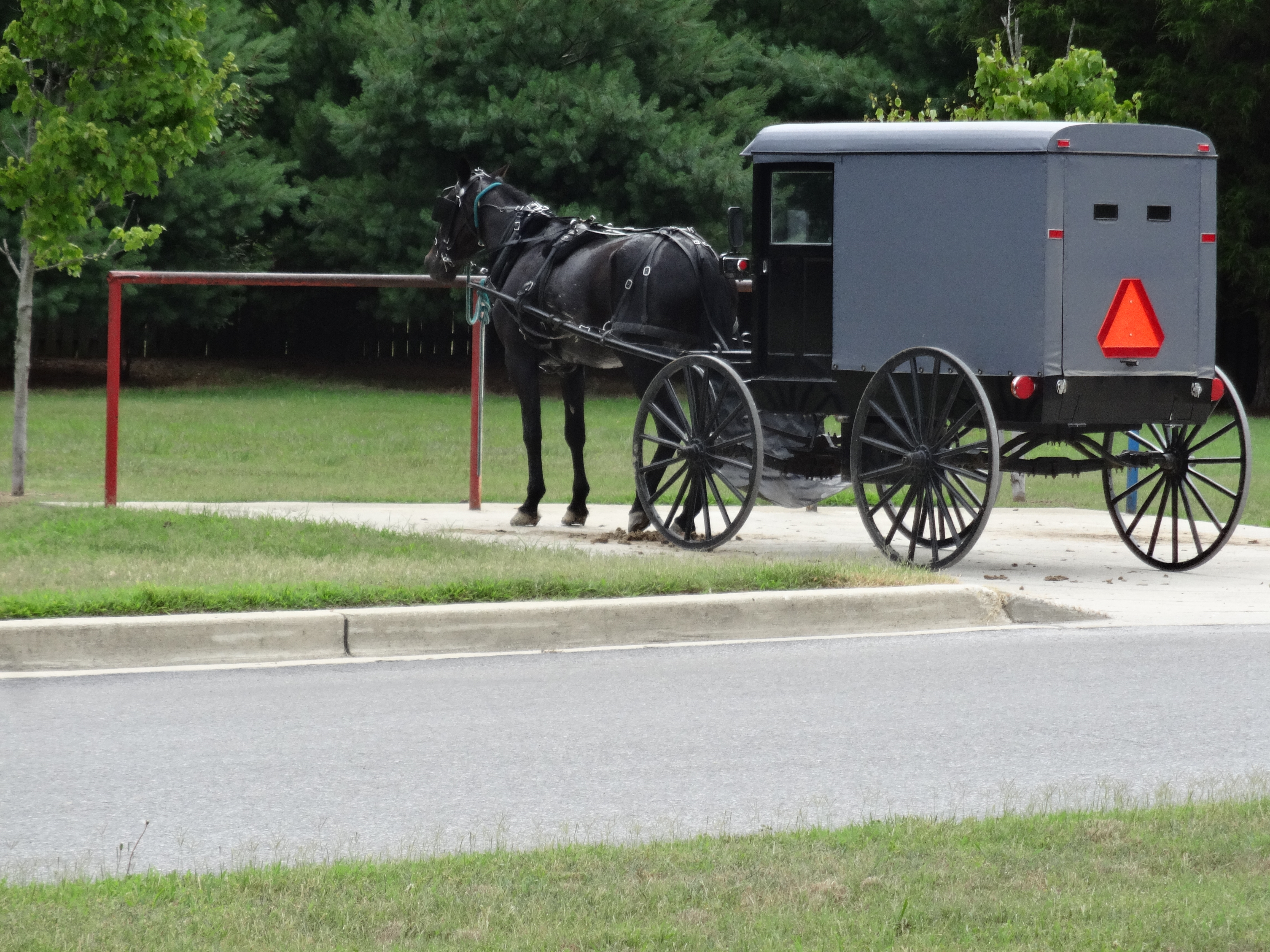
نمایی از یک اسب و کالسکه در شهر مکنیکسویل، ایالت مریلند - ۲۰۱۵

مکنیکسویل (به انگلیسی: Mechanicsville) شهری در ایالت مریلند کشور ایالات متحده آمریکا است که جمعیت آن در سرشماری سال ۲۰۱۰ میلادی، ۱٬۵۰۸ نفر بوده‌است.